# Andragogik

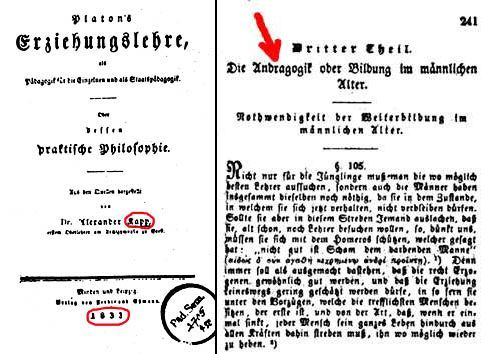
Den tidigaste kända användandet av begreppet.

Andragogik (av grekiska: anēr, genitiv andros ανδρoς '[vuxen] man' och agein ἄγειν 'leda') är en teori om hur vuxenstudier bör läggas upp och genomföras. Metoder som används vid undervisningen av vuxna bör vara anpassade efter vuxnas erfarenheter och sätt att lära. Med vuxenstudier avses inom andragogiken inte de som studerar på universitet och högskolor. Rötterna till vuxenutbildningen står att finna i folkrörelsernas studiecirklar. Begreppet andragogik användes redan 1833 av tysken Alexander Kapp. Från början användes inte begreppet som en motsats till pedagogik utan för att betona de utmärkande egenskaperna i fortbildningen av vuxna, självständiga, individer. De som idag förespråkar andragogik menar att när vuxna ska utbildas så är det olämpligt att använda samma grundsyn och de metoder som används vid utbildandet av barn och ungdomar. Detta för att den "barn-pedagogiska" grundsynen till vissa delar innebär en viss fostran, med målet att åstadkomma vad de vuxna redan förutsätts vara, nämligen självständiga och ansvarstagande individer. De förväntas att aktivt kunna delta i planeringen, genomförandet och utvärderingen av sina studier.
Andragogikens uppgifter är att: 
1. stödja den vuxna i sin lust att sträva efter självständighet genom självvald vidareutbildning.
2. väcka den lust som stelnat under omgivningens påverkan eller vilseledande.
3. inte lämna individen åt sitt öde, utan vara ett fortsatt stöd genom livet.

## Andragogik - lära om hur vuxna lär
Pedagogiken omfattar barns och ungdoms uppfostran.    Studiemålen fastställs av samhället.
Pedagoger anställs av de vuxna.               
Andragogiken omfattar vuxna människors fortsatta lärande.
Studiemålen väljs av de studerande själva.
Andragoger arbetar på uppdrag av sina objekt.

Utdrag ur tidskriften Folkuniversitetet 1960 Nr 4, årgång XII.
Lars-Gunnar Ekegärd

## Andragogik i praktiken
Ett exempel på andragogikens praktiska användning är Facila, ett program baserat på svensk erfarenhet och genomfört i Portugal.